# اوگوست کاوادینی
اوگوست کاوادینی (فرانسوی: Auguste Cavadini‎؛ زادهٔ ۲۱ ژوئیهٔ ۱۸۶۵ - درگذشت نامشخص) تیرانداز اهل فرانسه است.